# Caragana crassipina
Caragana crassipina är en ärtväxtart som beskrevs av Cecil Victor Boley Marquand. Caragana crassipina ingår i släktet karaganer, och familjen ärtväxter. Inga underarter finns listade i Catalogue of Life.